# 亞利桑那太陽站 (亞利桑那州)
亞利桑那太陽站（英語：Arizona Sun Sites）是位於美國亞利桑那州科奇斯縣的一個非建制地區。該地的面積和人口皆未知。

## 地理
亞利桑那太陽站的座標為31°55′00″N 109°57′32″W / 31.91667°N 109.95889°W，而該地的平均海拔高度為1583米（即5194英尺）。